# رفيق سايدام
رفيق إبراهيم سايدام (بالتركية: İbrahim Refik Saydam) ـ (8 سبتمبر 1881 ـ 8 يوليو 1942) هو طبيب وسياسي تركي، كان رئيس وزراء تركيا الرابع. شغل منصبه في الفترة من 25 يناير 1939 وحتى وفاته في 8 يوليو 1941.